# Осенка
Осенка (пол. Osęka) — село в Польщі, у гміні Страхувка Воломінського повіту Мазовецького воєводства.
Населення — 72 особи (2011).
У 1975-1998 роках село належало до Седлецького воєводства.

## Демографія
Демографічна структура станом на 31 березня 2011 року:
|          | Загалом | Допрацездатний вік | Працездатний вік | Постпрацездатний вік |
| -------- | ------- | ------------------ | ---------------- | -------------------- |
| Чоловіки | 36      | 8                  | 26               | 2                    |
| Жінки    | 36      | 4                  | 19               | 13                   |
| Разом    | 72      | 12                 | 45               | 15                   |